# Diocesi di San Giuseppe a Irkutsk
La diocesi di San Giuseppe a Irkutsk (in latino Dioecesis Ircutscana Sancti Iosephi) è una sede della Chiesa cattolica in Russia suffraganea dell'arcidiocesi della Madre di Dio a Mosca. Nel 2022 contava 53.000 battezzati su 14.660.000 abitanti. È retta dal vescovo Cyryl Klimowicz.

## Territorio

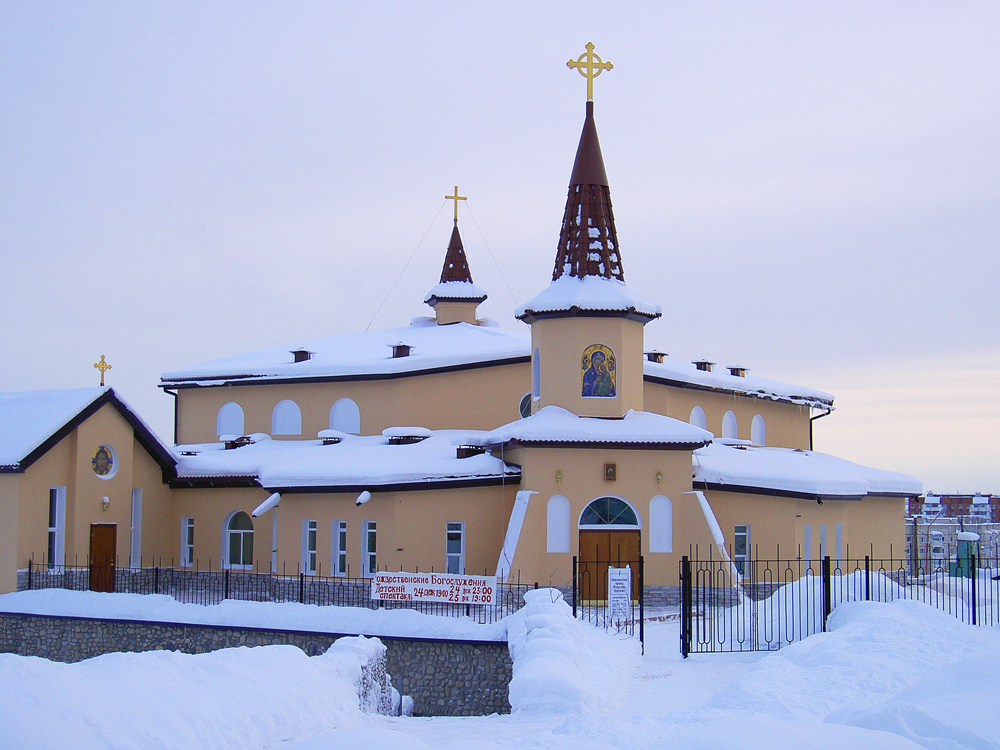
La chiesa della Natività a Magadan.

La diocesi, la più vasta esistente, comprende un territorio che costituisce quasi il 7% delle terre emerse e corrisponde alla Siberia Orientale.
Sede vescovile è la città di Irkutsk, dove si trova la cattedrale del Cuore Immacolato di Maria.
Il territorio, che ha un'estensione di poco inferiore a quella dell'intera Europa, è suddiviso in 42 parrocchie, raggruppate in 5 decanati: Irkutsk, Krasnojarsk, Jakutsk, Vladivostok e Magadan.

## Storia
L'amministrazione apostolica della Siberia Orientale fu eretta il 18 maggio 1999 con il decreto Quo aptius della Congregazione per i Vescovi, ricavandone il territorio dell'amministrazione apostolica della Siberia (oggi diocesi della Trasfigurazione a Novosibirsk).
L'11 febbraio 2002 per effetto della bolla In beati Petri di Giovanni Paolo II è stata elevata a diocesi e ha assunto il nome attuale.
Dal 2000 l'ordinario è anche amministratore apostolico sede vacante della prefettura apostolica di Južno-Sachalinsk.

## Cronotassi dei vescovi
Si omettono i periodi di sede vacante non superiori ai 2 anni o non storicamente accertati.
- Jerzy Mazur, S.V.D. (18 maggio 1999 - 17 aprile 2003 nominato vescovo di Ełk)
- Cyryl Klimowicz, dal 17 aprile 2003

## Statistiche
La diocesi nel 2022 su una popolazione di 14.660.000 persone contava 53.000 battezzati, corrispondenti allo 0,4% del totale.
| anno | popolazione | popolazione | popolazione | presbiteri | presbiteri | presbiteri | presbiteri                | diaconi | religiosi | religiosi | parrocchie |
| anno | battezzati  | totale      | %           | numero     | secolari   | regolari   | battezzati per presbitero | diaconi | uomini    | donne     | parrocchie |
| ---- | ----------- | ----------- | ----------- | ---------- | ---------- | ---------- | ------------------------- | ------- | --------- | --------- | ---------- |
| 1999 | 50.000      | 16.000.000  | 0,3         | 23         | 7          | 16         | 2.173                     |         | 20        | 14        | 36         |
| 2001 | 48.700      | 15.500.000  | 0,3         | 38         | 15         | 23         | 1.281                     |         | 27        | 40        | 42         |
| 2002 | 49.000      | 15.500.000  | 0,3         | 42         | 18         | 24         | 1.166                     |         | 27        | 53        | 46         |
| 2003 | 51.500      | 15.500.000  | 0,3         | 49         | 17         | 32         | 1.051                     |         | 42        | 53        | 80         |
| 2004 | 52.000      | 15.500.000  | 0,3         | 39         | 14         | 25         | 1.333                     |         | 34        | 55        | 81         |
| 2010 | 52.560      | 14.627.000  | 0,4         | 45         | 17         | 28         | 1.168                     |         | 32        | 60        | 39         |
| 2014 | 52.500      | 14.970.000  | 0,4         | 40         | 12         | 28         | 1.312                     |         | 32        | 62        | 42         |
| 2017 | 52.600      | 15.326.000  | 0,3         | 40         | 8          | 32         | 1.315                     |         | 37        | 65        | 42         |
| 2020 | 52.725      | 15.366.000  | 0,3         | 41         | 9          | 32         | 1.285                     |         | 36        | 60        | 49         |
| 2022 | 53.000      | 14.660.000  | 0,4         | 39         | 7          | 32         | 1.358                     |         | 37        | 55        | 42         |